# Club Polideportivo Granada 74
Il Club Polideportivo Granada 74, abbreviato in CP Granada 74, è una società calcistica con sede a Granada, in Spagna. Gioca nella Tercera División, la quarta serie del campionato spagnolo. Dalla stagione 2007/2008, dopo lo spostamento del Ciudad de Murcia a Granada e il conseguente cambio di nome del Murcia in Club Granada 74, è diventata la squadra riserve di tale compagine.

## Rosa
| N. |                   | Ruolo | Calciatore |
| -- | ----------------- | ----- | ---------- |
| 1  | Spagna (bandiera) | P     | Darío      |
| 2  | Spagna (bandiera) | D     | Castillo   |
| 3  | Spagna (bandiera) | D     | Guerra     |
| 4  | Spagna (bandiera) | D     | Plata      |
| 5  | Spagna (bandiera) | D     | Sebas      |
| 6  | Spagna (bandiera) | D     | Blanco     |
| 7  | Spagna (bandiera) | D     | Carlos     |
| 9  | Spagna (bandiera) | D     | Porcel     |
| 11 | Spagna (bandiera) | D     | Márquez    |

| N. |                   | Ruolo | Calciatore |
| -- | ----------------- | ----- | ---------- |
| 12 | Spagna (bandiera) | C     | Juanma     |
| 14 | Spagna (bandiera) | C     | Víctor     |
| 15 | Spagna (bandiera) | C     | Cortés     |
| 17 | Spagna (bandiera) | C     | Chus       |
| 21 | Spagna (bandiera) | C     | D. Miguel  |
| 22 | Spagna (bandiera) | A     | Nando      |
| 23 | Spagna (bandiera) | A     | Juanma     |
| 25 | Spagna (bandiera) | A     | Thompson   |
| 29 | Spagna (bandiera) | A     | Pedro      |

## Palmarès

### Competizioni nazionali
- Tercera División: 1

2002-2003

### Altri piazzamenti
- Tercera División:

Terzo posto: 1997-1998, 2003-2004